# Onthophagus salvadorensis
Onthophagus salvadorensis là một loài bọ cánh cứng trong họ Bọ hung (Scarabaeidae).